# Objaw Dupuytrena
Objaw Dupuytrena – objaw charakterystyczny dla torbieli korzeniowej zębopochodnej. Postępujący zanik kości szczęki lub żuchwy powoduje, że staje się ona cienka i ugina się w badaniu palpacyjnym, dając objaw trzeszczenia pergaminowego (łac. crepitatio). Objaw opisał jako pierwszy Guillaume Dupuytren.